# Ángel Ortiz
Ángel Antonio Ortiz Cabrera (* 27. Dezember 1977 in Areguá) ist ein ehemaliger paraguayischer Fußballspieler.

## Karriere

### Verein
Ortiz begann seine Karriere bei Guaraní. Danach spielte er bei Shonan Bellmare, Libertad, CA Lanús, Olimpia, 12 de Octubre, Sportivo Luqueño und Independiente FBC. 2012 beendete er seine Spielerkarriere.

### Nationalmannschaft
Im Jahr 2003 debütierte Ortiz für die paraguayische Fußballnationalmannschaft. Er hat insgesamt 27 Länderspiele für Paraguay bestritten.

## Errungene Titel
- Primera División (Paraguay): 2010